# Bres Rí
Bres Rí, figlio di Art Imlech (fl. VII secolo a.C.), è stato, secondo la leggenda e la tradizione storica irlandese medievale, re supremo d'Irlanda.
Prese il potere uccidendo il suo predecessore, che aveva ucciso il padre di Bres, Nuadu Finn Fáil. Regnò nove anni e combatté molte battaglie contro i Fomoriani prima di essere ucciso a Carn Conluain da Eochu Apthach. Il Lebor Gabála Érenn sincronizza il suo regno con quelli di Nabucodonosor II di Babilonia (605-562 a.C.), Cambise II di Persia (morto nel 522 a.C.) e Ciassare dei Medi (625-585 a.C.) Goffredo Keating data il suo regno dal 735 al 726 a.C., mentre gli Annali dei Quattro Maestri dal 962 al 953 a.C.